# Молодіжний чемпіонат світу з хокею із шайбою 1987
Молодіжний чемпіонат світу з хокею із шайбою 1987 (англ. 1987 World Junior Ice Hockey Championships) — 11-ий чемпіонат світу з хокею серед молодіжних команд, який відбувався у Чехословаччині з 26 грудня 1986 року по 4 січня 1987 року. Чехословаччина вже вдруге приймала чемпіонат світу, попередній проходив у 1977.
Звання чемпіона світу розігрували вісім збірних за круговою системою.
Чемпіонат завершився бійкою під час останнього матчу турніру між збірними Канади та СРСР (в ній брали участь усі гравці включаючи запасних). Радянські хокеїсти невдало виступили на чемпіонаті та не претендували на медалі, а канадцям для здобуття золотих нагород потрібна була перемога з різницею у три шайби. Головний арбітр матчу Ганс Роннінг (Норвегія) від самого початку матчу втратив контроль над грою. У другому періоді на 14 хвилині за рахунку 4–2 на користь канадців спалахнула бійка, лише після виклику поліції, бійка припинилась. Збірні були дискваліфіковані, усі гравці матчу дискваліфіковані на вісімнадцять місяців, згодом дискваліфікацію скоротили до 6 місяців. Ця бійка підняла престиж молодіжної першості в Північній Америці. Серед гравців того матчу були такі майбутні зірки НХЛ, як Теорен Флері, Брендан Шенаген, Сергій Федоров та Олександр Могильний.

## Група А

### Підсумкова таблиця
| М   | Збірна         | І | В | П | Н | ШЗ | ШП | О  |
| --- | -------------- | - | - | - | - | -- | -- | -- |
| 1   | Фінляндія      | 7 | 5 | 1 | 1 | 45 | 23 | 11 |
| 2   | Чехословаччина | 7 | 5 | 2 | 0 | 36 | 23 | 10 |
| 3   | Швеція         | 7 | 4 | 2 | 1 | 45 | 11 | 9  |
| 4   | США            | 7 | 4 | 3 | 0 | 42 | 30 | 8  |
| 5   | Польща         | 7 | 1 | 6 | 0 | 21 | 80 | 2  |
| 6   | Швейцарія      | 7 | 0 | 7 | 0 | 15 | 62 | 0  |
| ДСК | Канада1        | 6 | 4 | 1 | 1 | 41 | 23 | 9  |
| ДСК | СРСР1          | 6 | 2 | 3 | 1 | 27 | 18 | 5  |

 Швейцарія вибула до Групи В.
1 Збірні  Канада та  СРСР були дискваліфіковані через масову бійку гравців під час матчу.

### Результати
| М. |                | Фінляндія | Чехословаччина | Швеція | США  | Польща | Швейцарія | Канада | СРСР  |
| -- | -------------- | --------- | -------------- | ------ | ---- | ------ | --------- | ------ | ----- |
| 1. | Фінляндія      |           | 5:3            | 0:5    | 4:1  | 13:3   | 12:1      | 6:6    | 5:4   |
| 2. | Чехословаччина | 3:5       |                | 4:3    | 2:8  | 9:2    | 8:1       | 5:1    | 5:3   |
| 3. | Швеція         | 5:0       | 3:4            |        | 8:0  | 15:0   | 8:0       | 3:4    | 3:3   |
| 4. | США            | 1:4       | 8:2            | 0:8    |      | 15:2   | 12:6      | 2:6    | 4:2   |
| 5. | Польща         | 3:13      | 2:9            | 0:15   | 2:15 |        | 8:3       | 3:18   | 3:7   |
| 6. | Швейцарія      | 1:12      | 1:8            | 0:8    | 6:12 | 3:8    |           | 4:6    | 0:8   |
| –  | Канада         | 6:6       | 1:5            | 4:3    | 6:2  | 18:3   | 6:4       |        | анул. |
| –  | СРСР           | 4:5       | 3:5            | 3:3    | 2:4  | 7:3    | 8:0       | анул.  |       |

### Бомбардири
| Гравець          | Збірна         | І | Г | П | О  | ШХ |
| ---------------- | -------------- | - | - | - | -- | -- |
| Ульф Дален       | Швеція         | 7 | 7 | 8 | 15 | 2  |
| Теппо Ківеля     | Фінляндія      | 7 | 6 | 6 | 12 | 2  |
| Янне Оянен       | Фінляндія      | 7 | 3 | 9 | 12 | 6  |
| Юкка-Пекка Сеппо | Фінляндія      | 7 | 3 | 9 | 12 | 18 |
| Пет Елинюк       | Канада         | 7 | 6 | 5 | 11 | 2  |
| Пер Едлунд       | Швеція         | 7 | 5 | 6 | 11 | 10 |
| Роджер Еман      | Швеція         | 7 | 5 | 6 | 11 | 4  |
| Самі Ваглштен    | Фінляндія      | 7 | 4 | 7 | 11 | 0  |
| Бу Сванберг      | Швеція         | 7 | 7 | 3 | 10 | 6  |
| Мартін Гостак    | Чехословаччина | 7 | 7 | 3 | 10 | 8  |

### Нагороди
Найкращі гравці, обрані дирекцією ІІХФ
- Найкращий воротар:  Маркус Кеттерер
- Найкращий захисник:  Калле Юганссон
- Найкращий нападник:  Роберт Крон

Команда усіх зірок, обрана ЗМІ
- Воротар:  Сем Ліндстоль
- Захисники:  Їржі Латал —  Браєн Літч
- Нападники:  Ульф Дален —  Юрай Юрик —  Скотт Янг

## Група В
Матчі відбулись 15-21 березня у Руані (Франція).

### Попередній раунд
Група A
| Збірна  | І | В | П | Н | ШЗ | ШП | О |        | ФРН    | Японія | Франція | Румунія |
| ------- | - | - | - | - | -- | -- | - | ------ | ------ | ------ | ------- | ------- |
| ФРН     | 3 | 2 | 0 | 1 | 24 | 8  | 5 |        | 6 - 3  | 2 - 2  | 16 - 3  |         |
| Японія  | 3 | 2 | 1 | 0 | 17 | 14 | 4 | 3 - 6  |        | 3 - 1  | 11 - 7  |         |
| Франція | 3 | 1 | 1 | 1 | 7  | 8  | 3 | 2 - 2  | 1 - 3  |        | 4 - 3   |         |
| Румунія | 3 | 0 | 3 | 0 | 13 | 31 | 0 | 3 - 16 | 7 - 11 | 3 - 4  |         |         |

Група B
| Збірна     | І | В | П | Н | ШЗ | ШП | О |        | Норвегія | Австрія | Нідерланди | Італія |
| ---------- | - | - | - | - | -- | -- | - | ------ | -------- | ------- | ---------- | ------ |
| Норвегія   | 3 | 2 | 0 | 1 | 28 | 7  | 5 |        | 11 - 1   | 5 - 5   | 12 - 1     |        |
| Австрія    | 3 | 1 | 1 | 1 | 11 | 19 | 3 | 1 - 11 |          | 6 - 4   | 4 - 4      |        |
| Нідерланди | 3 | 1 | 1 | 1 | 16 | 16 | 3 | 5 - 5  | 4 - 6    |         | 7 - 5      |        |
| Італія     | 3 | 0 | 2 | 1 | 10 | 23 | 1 | 1 - 12 | 4 - 4    | 5 - 7   |            |        |

### Фінальний раунд
Кваліфікація до Групи А
| Збірна   | І | В | П | Н | ШЗ | ШП | О |        | ФРН    | Норвегія | Японія | Австрія |
| -------- | - | - | - | - | -- | -- | - | ------ | ------ | -------- | ------ | ------- |
| ФРН      | 3 | 3 | 0 | 0 | 30 | 6  | 6 |        | 13 - 3 | 6 - 3    | 11 - 0 |         |
| Норвегія | 3 | 2 | 1 | 0 | 21 | 19 | 4 | 3 - 13 |        | 7 - 5    | 11 - 1 |         |
| Японія   | 3 | 1 | 2 | 0 | 14 | 16 | 2 | 3 - 6  | 5 - 7  |          | 6 - 3  |         |
| Австрія  | 3 | 0 | 3 | 0 | 4  | 28 | 0 | 0 - 11 | 1 - 11 | 3 - 6    |        |         |

ФРН вийшла до Групи А.
Втішна група
| Збірна     | І | В | П | Н | ШЗ | ШП | О |       | Франція | Румунія | Нідерланди | Італія |
| ---------- | - | - | - | - | -- | -- | - | ----- | ------- | ------- | ---------- | ------ |
| Франція    | 3 | 3 | 0 | 0 | 18 | 11 | 6 |       | 4 - 3   | 7 - 5   | 7 - 3      |        |
| Румунія    | 3 | 2 | 1 | 0 | 15 | 9  | 4 | 3 - 4 |         | 7 - 4   | 5 - 1      |        |
| Нідерланди | 3 | 1 | 2 | 0 | 16 | 19 | 2 | 5 - 7 | 4 - 7   |         | 7 - 5      |        |
| Італія     | 3 | 0 | 3 | 0 | 9  | 19 | 0 | 3 - 7 | 1 - 5   | 5 - 7   |            |        |

Італія вибула до Групи С.

## Група С
Матчі пройшли у Есб'єрзі (Данія) 16-22 березня. 
| М | Збірна          | І | В | П | Н | ШЗ | ШП | О  |        | Югославія | Данія  | Велика Британія | Болгарія | Іспанія | Австралія |
| - | --------------- | - | - | - | - | -- | -- | -- | ------ | --------- | ------ | --------------- | -------- | ------- | --------- |
| 1 | Югославія       | 5 | 5 | 0 | 0 | 56 | 12 | 10 |        | 13 - 4    | 6 - 4  | 5 - 1           | 11 - 2   | 21 - 1  |           |
| 2 | Данія           | 5 | 4 | 1 | 0 | 44 | 24 | 8  | 4 - 13 |           | 11 - 4 | 8 - 3           | 7 - 3    | 14 - 1  |           |
| 3 | Велика Британія | 5 | 3 | 2 | 0 | 25 | 21 | 6  | 4 - 6  | 4 - 11    |        | 4 - 2           | 6 - 2    | 7 - 0   |           |
| 4 | Болгарія        | 5 | 2 | 3 | 0 | 21 | 23 | 4  | 1 - 5  | 3 - 8     | 2 - 4  |                 | 8 - 5    | 7 - 1   |           |
| 5 | Іспанія         | 5 | 1 | 4 | 0 | 19 | 34 | 2  | 2 - 11 | 3 - 7     | 2 - 6  | 5 - 8           |          | 7 - 2   |           |
| 6 | Австралія       | 5 | 0 | 5 | 0 | 5  | 56 | 0  | 1 - 21 | 1 - 14    | 0 - 7  | 1 - 7           | 2 - 7    |         |           |

Югославія вийшла до Групи В.